# Rohbaumaß
Als Rohbaumaß (auch (Bau)nennmaß) bezeichnet man im Bauwesen das Maß, das Bauteile oder Öffnungen in Bauteilen im Rohbau-Zustand haben. Bei Öffnungen spricht man auch von der Rohbaulichte. Das entsprechende Maß im fertiggestellten Bau wird Ausbaumaß genannt. 
Beispiele:
- Eine Wand kann ein Rohbaumaß von 11,5 cm haben (das ist die Breite eines genormten Ziegels im Mauerwerk), im fertigen Zustand beträgt die Dicke jedoch 14 cm (inklusive Putz und Anstrich), das nennt man dann das Ausbaumaß.
- Eine Türöffnung kann ein Rohbaumaß von 88,5 cm Breite haben, die lichte Weite im fertigen Zustand ist aufgrund der Türzarge jedoch nur 84 cm.

In den Bauzeichnungen werden Rohbaumaße bei der Bemaßung angegeben. Bei Bauarten ohne Fugen entspricht das Rohbaumaß dem Baurichtmaß. Bei Bauarten mit Fugen ergeben sich die Rohbaumaße abzüglich der Fugen.
Bei modernen Stahl- und Stahlbetonbauten kommt das Baurichtmaß nur noch selten zur Anwendung.